# المنظمة المغربية لحقوق الإنسان
المنظمة المغربية لحقوق الإنسان هي جمعية مغربية أُنشئت في 12 يناير 1989، وحصلت على صفة المنفعة العامة في 24 أبريل 1990.
كانت جزءًا من الشبكة الأوروبية المتوسطية لحقوق الإنسان منذ عام 1997.

## المُؤسّسون
- عبد الرحمن اليوسفي
- المهدي المنجرة
- بوبكر لاركو

## رؤساء سابقون
- المهدي المنجرة
- عمر عزيمان
- أمينة بوعياش
- محمد نشناش

## وصلات خارجية
- الموقع الرسمي للمنظمة المغربية لحقوق الإنسان